# Blanot (Saône-et-Loire)
Blanot ist eine französische Gemeinde mit 196 Einwohnern (Stand: 1. Januar 2022) im Département Saône-et-Loire in der Region Bourgogne-Franche-Comté (vor 2016 Burgund). Die Gemeinde gehört zum Arrondissement Mâcon und zum Kanton Cluny. Die Einwohner werden Blanotins genannt.

## Geografie
Blanot liegt etwa 20 Kilometer nordnordwestlich von Mâcon und etwa 39 Kilometer südsüdwestlich von Chalon-sur-Saône.
Nachbargemeinden von Blanot sind Chissey-lès-Mâcon im Norden, Bissy-la-Mâconnaise im Osten und Nordosten, Saint-Gengoux-de-Scissé im Osten und Südosten, Azé im Süden und Südosten, Donzy-le-Pertuis im Süden und Südwesten, Cortambert im Westen und Südwesten sowie Bray im Westen.

## Bevölkerungsentwicklung
| Jahr                      | 1962 | 1968 | 1975 | 1982 | 1990 | 1999 | 2006 | 2011 | 2016 |
| Einwohner                 | 163  | 143  | 139  | 167  | 141  | 142  | 158  | 160  | 169  |
| Quelle: Cassini und INSEE |      |      |      |      |      |      |      |      |      |

## Sehenswürdigkeiten
- Kirche Saint-Martin, früheres Priorat, Monument historique seit 1925

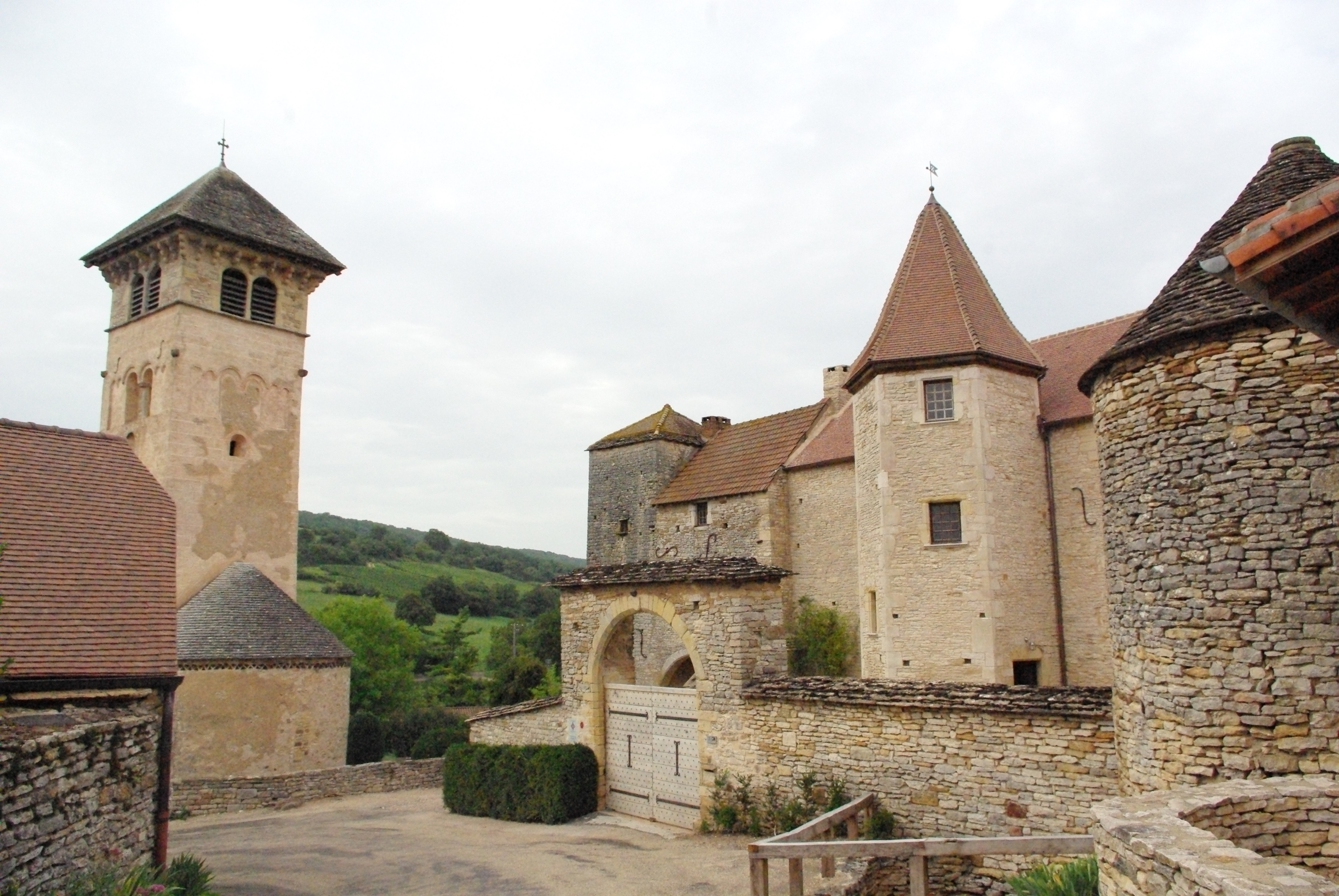
Kirche Saint-Martin